# Campeonato Sul-Americano de Futebol Sub-19 de 1958
O Campeonato Sul-Americano de Futebol Juvenil de 1958 foi a segunda edição dessa competição organizada pela Confederação Sul-Americana de Futebol (CONMEBOL), na época para jogadores com até 19 anos de idade. Realizou-se entre os dias 13 de março e 2 de abril nas cidades de Santiago e Valparaíso, no Chile.
O Uruguai conquistou o bicampeonato ao acumular o maior número de pontos entre as seis equipes que disputaram o torneio. Ao contrário da edição anterior, disputado no sistema de grupos que classificavam para a fase final, nessa edição as equipes participantes integraram um grupo único, onde enfrentaram-se todos contra todos e sagrando-se campeã a equipe com o maior número de pontos ao final das cinco rodadas.

## Equipes participantes
Seis das dez equipes filiadas a CONMEBOL participaram do torneio, que teve as ausências de Bolívia, Colômbia, Equador e Paraguai. A Argentina fez sua primeira aparição em campeonatos juvenis.
Grupo único
- Argentina
- Brasil
- Chile
- Peru
- Uruguai
- Venezuela

## Fase única
Nota: Na época a vitória valia dois (2) pontos.
| Time      | P | J | V | E | D | GP | GC | SG  |
| --------- | - | - | - | - | - | -- | -- | --- |
| Uruguai   | 7 | 5 | 2 | 3 | 0 | 13 | 9  | +4  |
| Argentina | 6 | 5 | 2 | 2 | 1 | 16 | 10 | +6  |
| Brasil    | 6 | 5 | 2 | 2 | 1 | 10 | 6  | +4  |
| Peru      | 6 | 5 | 2 | 2 | 1 | 13 | 13 | 0   |
| Chile     | 3 | 5 | 1 | 1 | 3 | 10 | 13 | -3  |
| Venezuela | 2 | 5 | 0 | 2 | 3 | 6  | 17 | -11 |

| 13 de março, 1958 |     |           |  |  |
| Chile             | 4–2 | Venezuela |  |  |
| 15 de março, 1958 |     |           |  |  |
| Argentina         | 6–1 | Venezuela |  |  |
| Uruguai           | 4–2 | Peru      |  |  |
| 18 de março, 1958 |     |           |  |  |
| Argentina         | 5–5 | Peru      |  |  |
| Brasil            | 2–2 | Uruguai   |  |  |
| 20 de março, 1958 |     |           |  |  |
| Argentina         | 2–2 | Uruguai   |  |  |
| Peru              | 3–2 | Chile     |  |  |
| 23 de março, 1958 |     |           |  |  |
| Brasil            | 4–0 | Venezuela |  |  |
| Argentina         | 3–1 | Chile     |  |  |
| 26 de março, 1958 |     |           |  |  |
| Peru              | 2–1 | Brasil    |  |  |
| Uruguai           | 3–1 | Chile     |  |  |
| 30 de março, 1958 |     |           |  |  |
| Venezuela         | 1–1 | Peru      |  |  |
| Brasil            | 1–0 | Argentina |  |  |
| 2 de abril, 1958  |     |           |  |  |
| Venezuela         | 2–2 | Uruguai   |  |  |
| Chile             | 2–2 | Brasil    |  |  |

| Campeão           |
| ----------------- |
| URUGUAI 2º título |